# Kálvin tér metróállomás
A Kálvin tér a budapesti metróhálózat M3-as és M4-es vonalának közös csomóponti állomása. A két metrómegálló az V., a VIII. és a IX. kerület határán elhelyezkedő Kálvin tér alatt található.

## AzM3-as metróvonalállomása

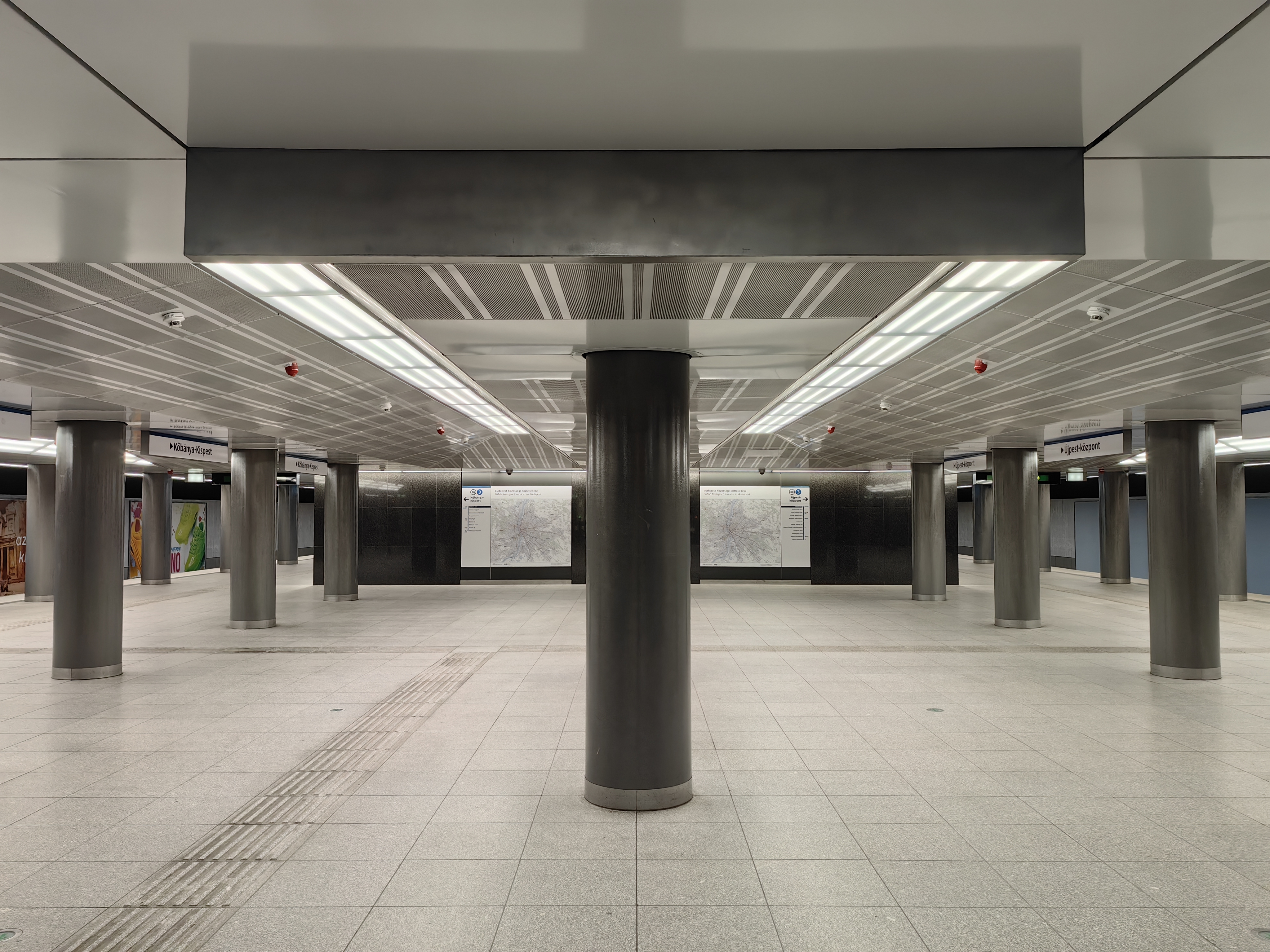
Az M3-as metró állomása a felújítás után

A vonalon a Kálvin téri állomás a Corvin-negyed és a Ferenciek tere között található. Az észak–déli vonal legmélyebben elhelyezkedő állomása. A felszín alatt 28,24 méterrel található.
Az állomás mélyvezetésű, hatalagutas, középperonos kialakítású. Az állomásnak két kijárata van. A felszínre vezető kijáraton négy mozgólépcső található, amely a Kálvin tér aluljárójába vezet. Az állomás Corvin-negyed felőli végében található az M4-es vonalra vezető átszállófolyosó.
Az M3-as metróvonal középső szakaszának felújítása alatt az állomás 2020. november 7-étől 2022. május 13-áig le volt zárva.

## AzM4-es metróvonalállomása

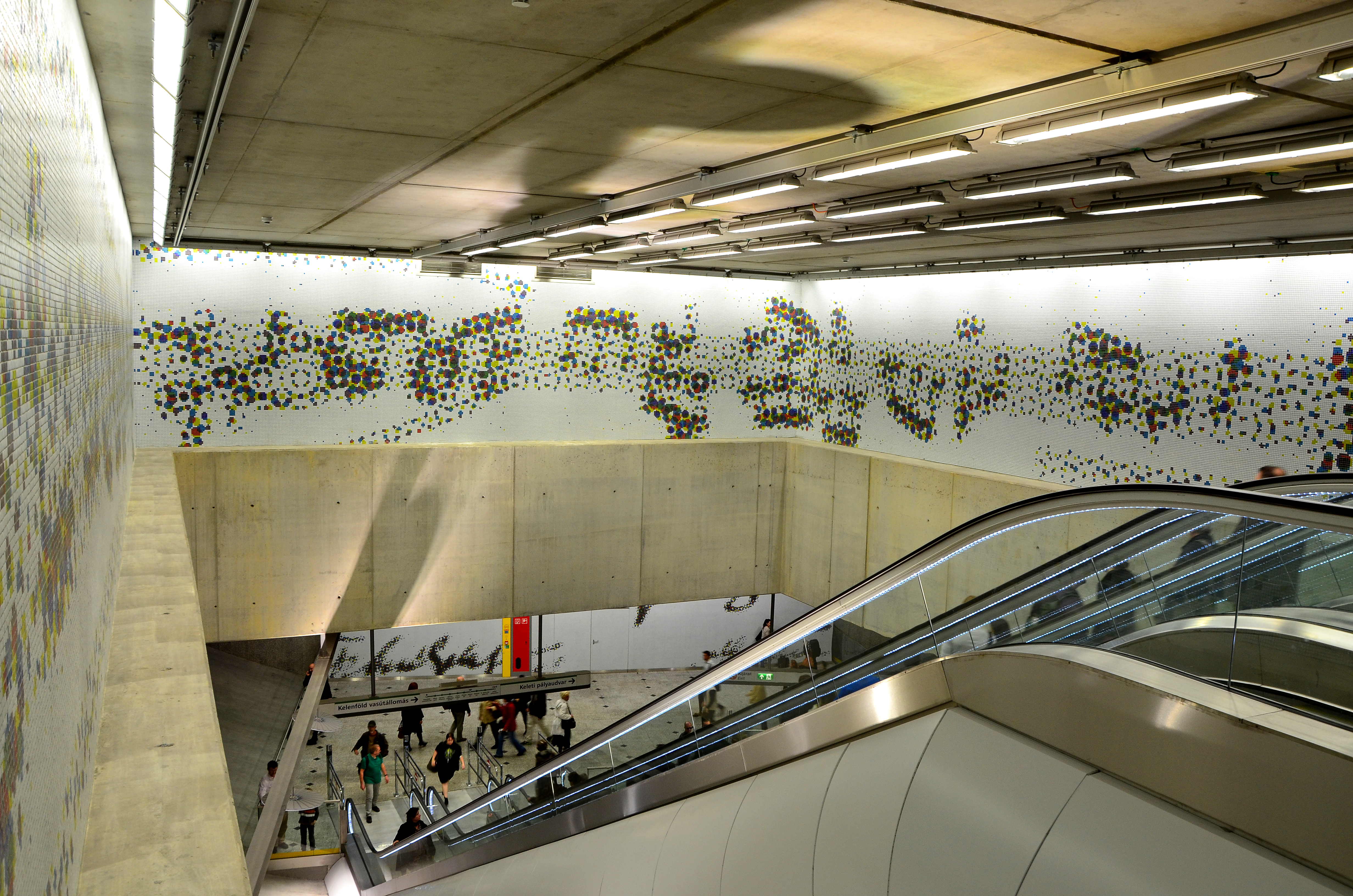
Kodály Psalmus Hungaricus kottája az állomáson

Az állomás a Fővám tér és a Rákóczi tér között helyezkedik el.
Az M4-es metróvonalon hetedikként, 2013. december 30-án kapta meg a használatbavételi engedélyt az NKH-tól. Az aluljáróból három mozgólépcső visz le egy közbülső szintre, ahonnan az ellenkező irányba induló három mozgólépcső vezet le a peronra. Mozgáskorlátozottak számára két darab lift szolgálja az akadálymentes lejutást az állomásra.
Az aluljáró mozaikjában a színfoltok Kodály Zoltán Psalmus Hungaricus című művének kottájává állnak össze. Pár apró szellemalak is belekerült az aluljáró mozaikjába.

## Átszállóalagút

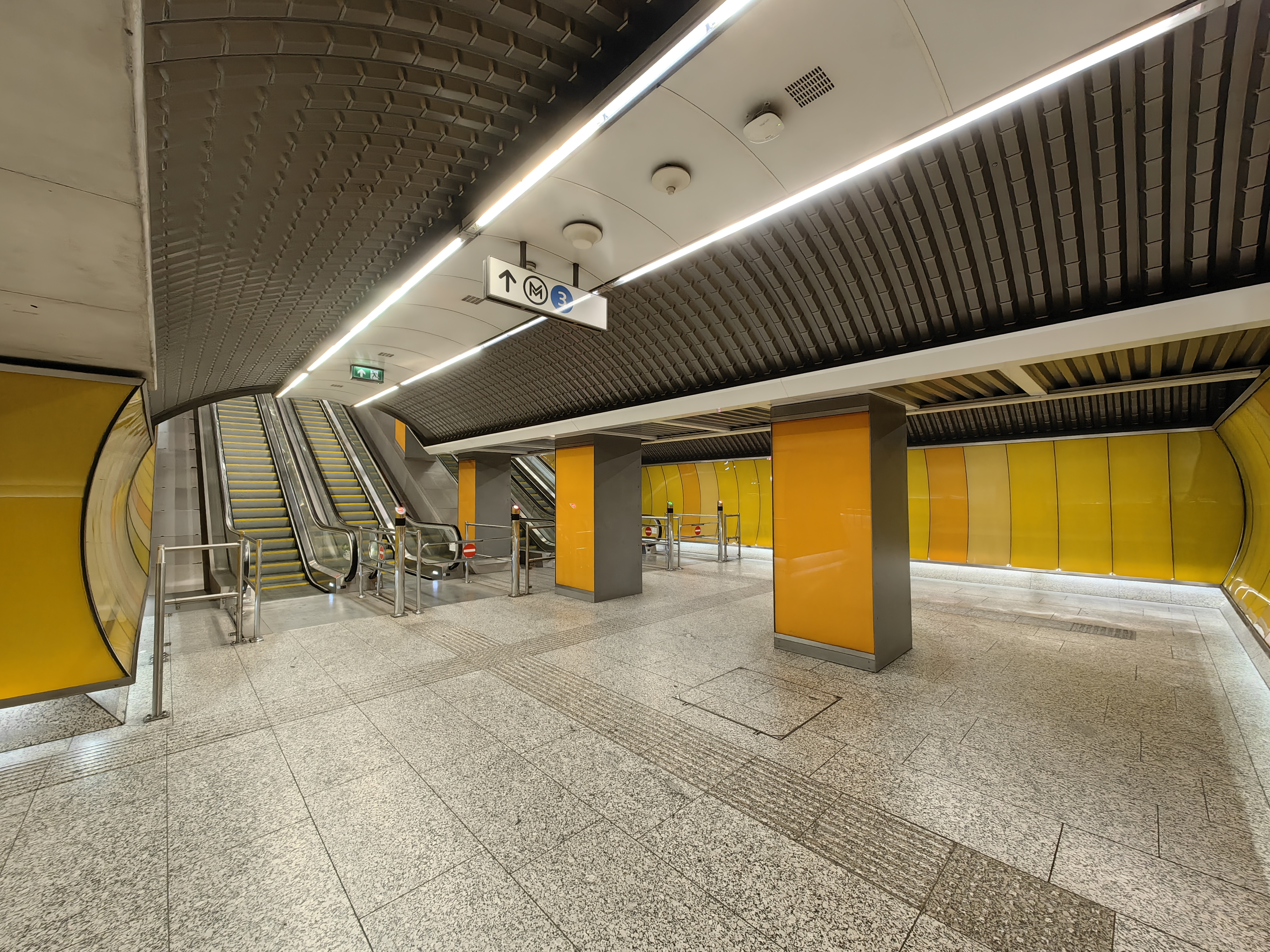
Az átszállóalagút

Az 1970-es években, amikor építették az M3-as metróvonal első szakaszát, már a tervek közt szerepelt egy a Keleti pályaudvart és Kelenföld vasútállomást összekötő metró építése, ami érinti a Kálvin teret is. Mivel akkor még úgy tervezték, hogy a M4-es metróvonal az M3-as metróvonalnál mélyebben fog futni a Kálvin térnél (és a tervezett M5-ös metróvonal fut majd az M3-as metróvonal szintje felett), ezért elkezdtek lefele építeni egy alagutat a közvetlen átszálláshoz. Később az M4-es metróvonal terveit módosították, és az M3-as metróvonal szintje felett vezették el. A tranzitalagutat is módosítani kellett: az M3-as metróvonal állomásáról átszállás során először lejjebb kell menni az átszállóalagútba (ahogyan eredetileg is tervezték), viszont utána az eredeti tervekkel ellentétben felfelé kell menni a M4-es metróvonal állomására. Mivel az M4-es metróvonal állomása a felszínhez közelebb helyezkedik el, ezért az átszállóalagútról hosszabb mozgólépcső visz fel az M4-es metróvonal állomására, mint az M3-as metróvonal állomására.

## Átszállási kapcsolatok
| Kálvin tér | 9, 15, 100E 47, 48, 49 72, 83 | Fővárosi Szabó Ervin Könyvtár (Központi Könyvtár), Nemzeti Múzeum, Református templom, Vörösmarty mozi, Korona Hotel |

## Képgaléria

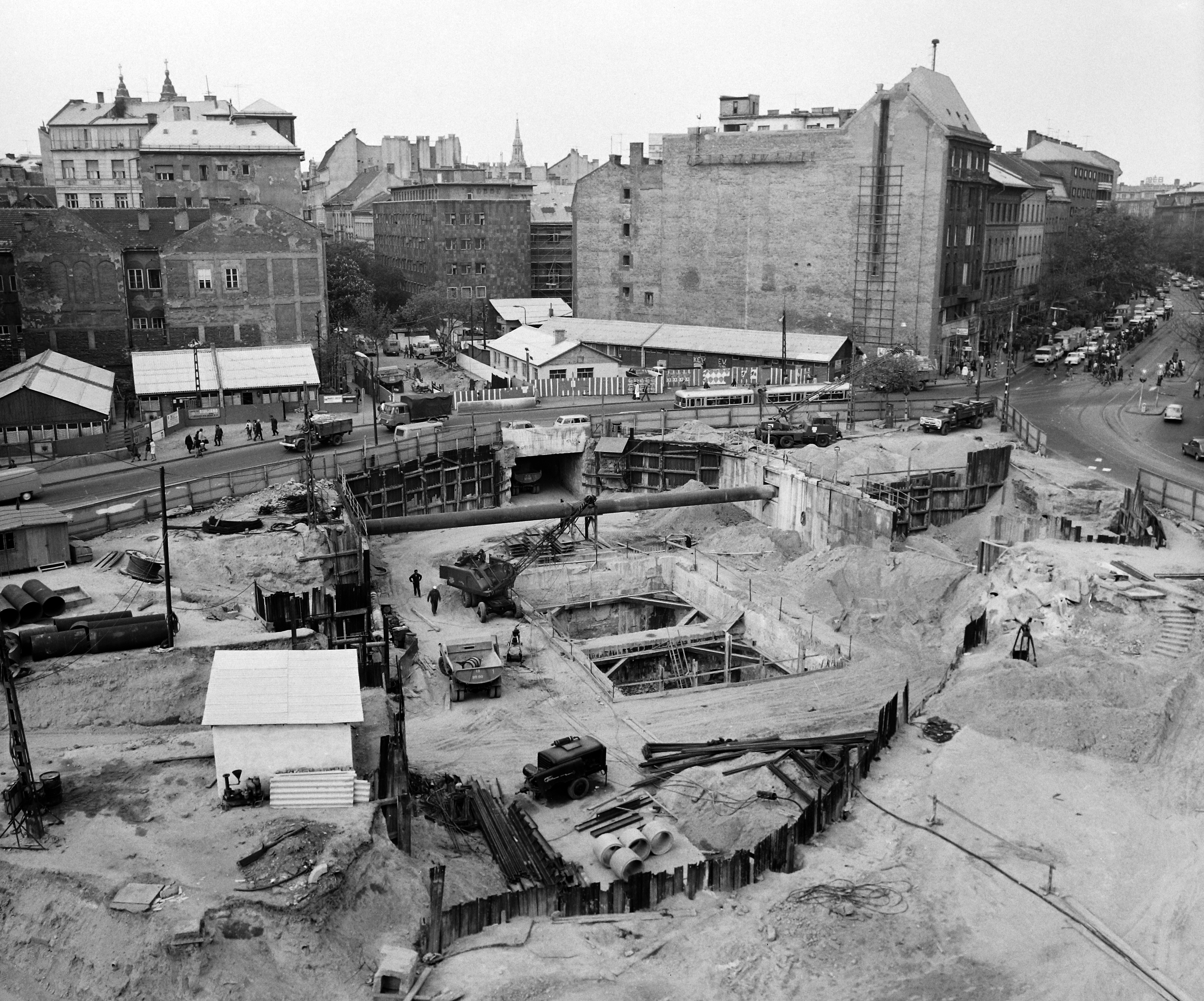
Az állomás építése 1975-ben
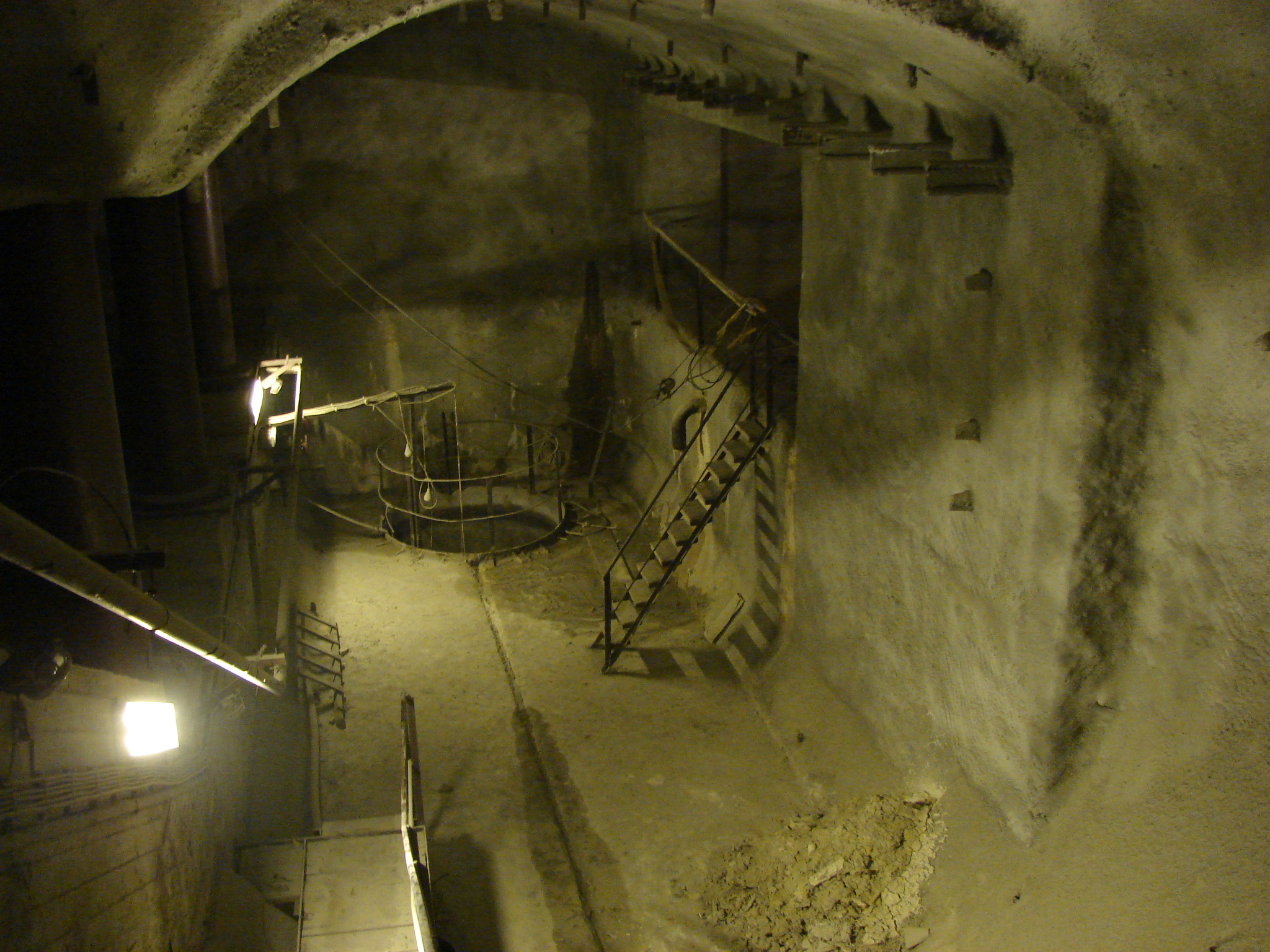
Mozgólépcső lejtakna a 3-as metró állomása alatt (2009)
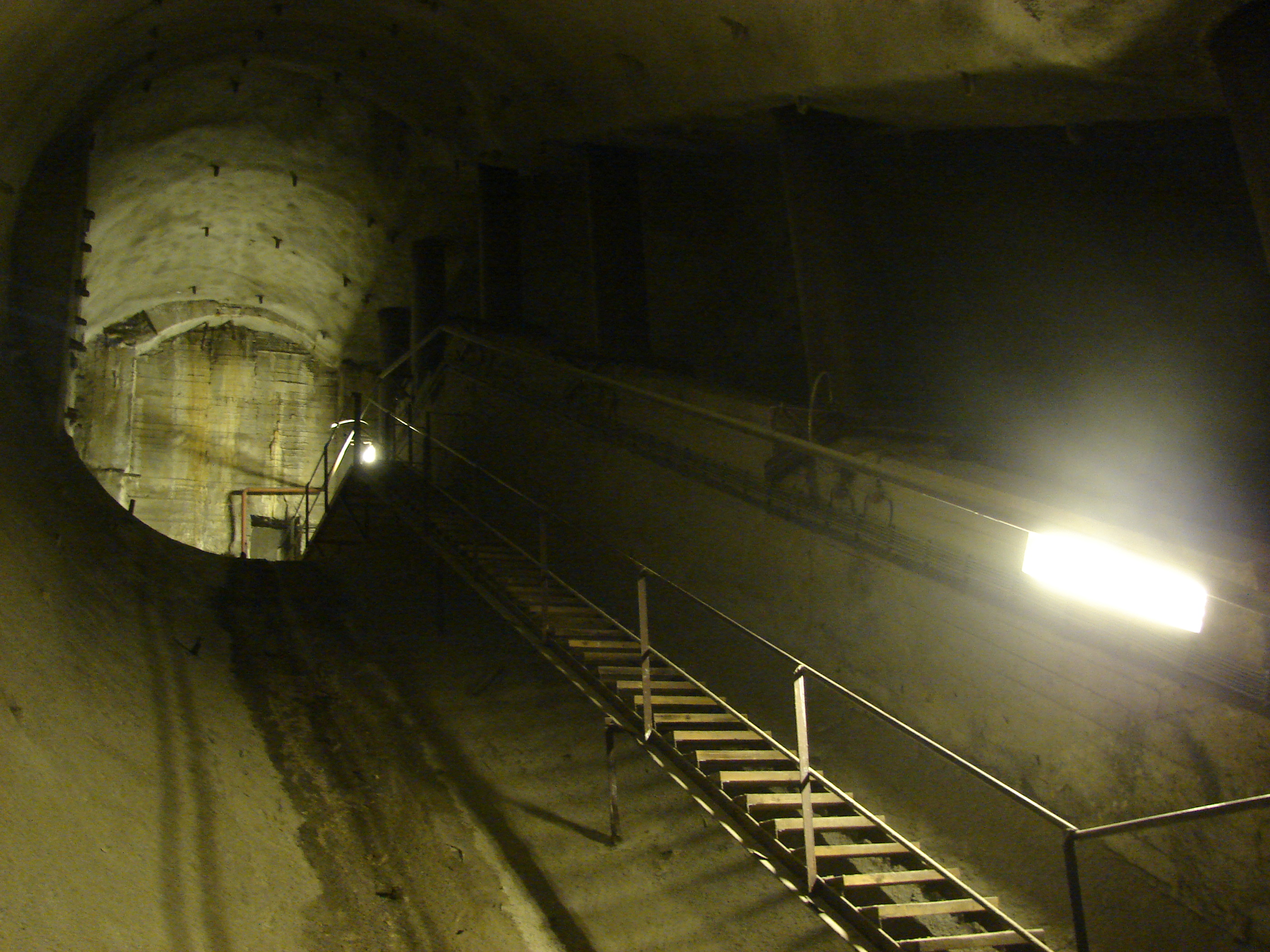
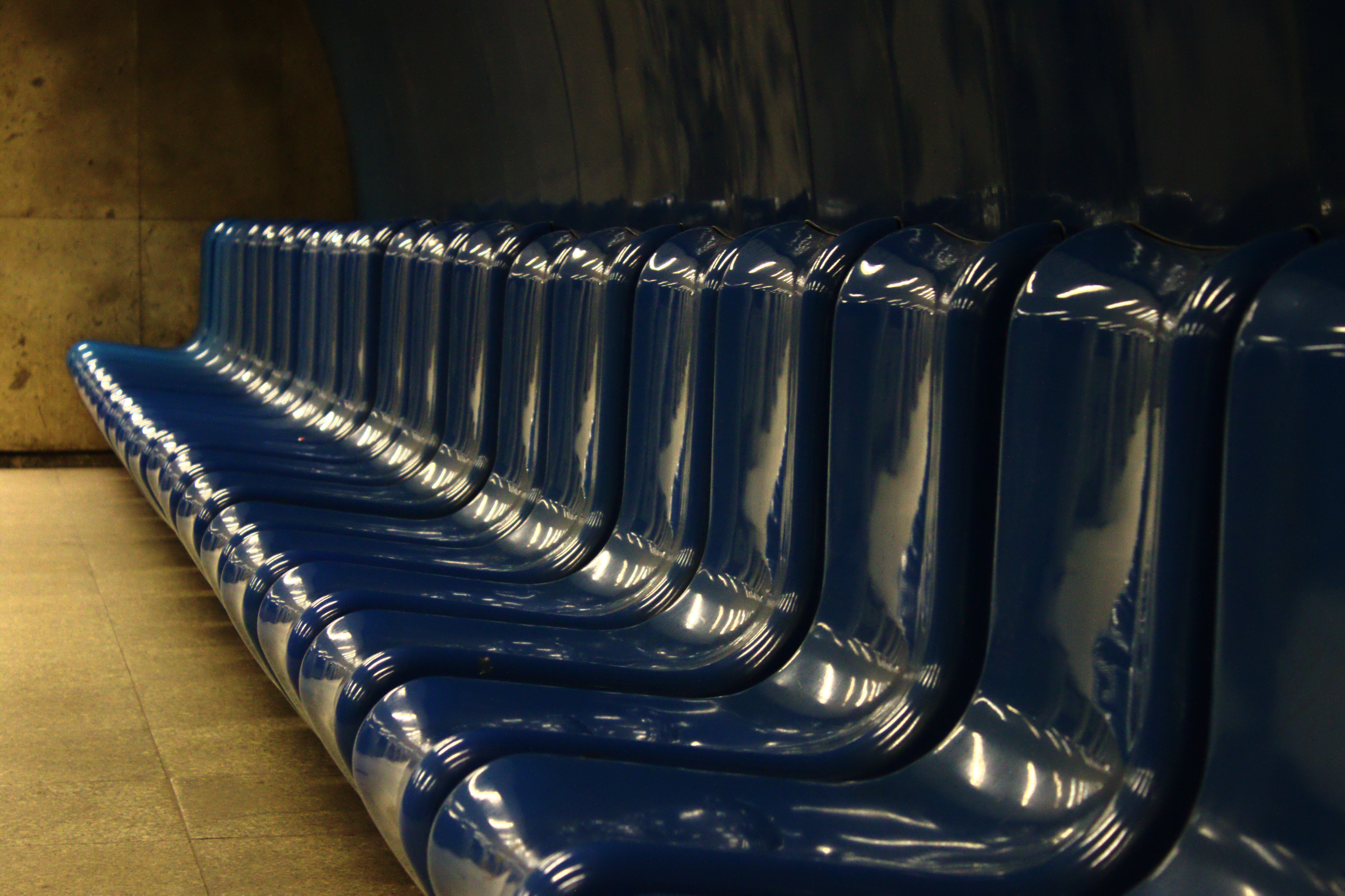
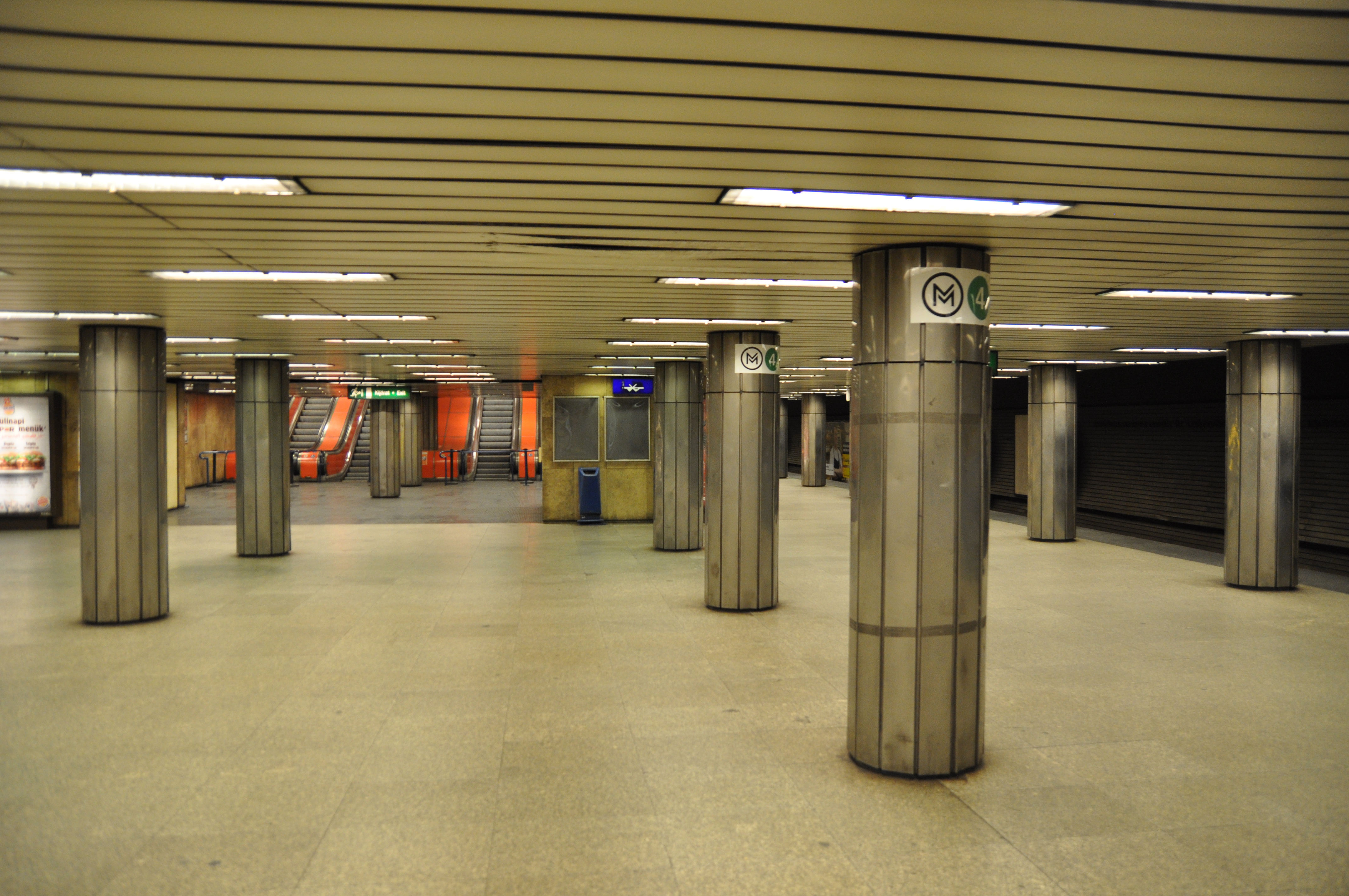
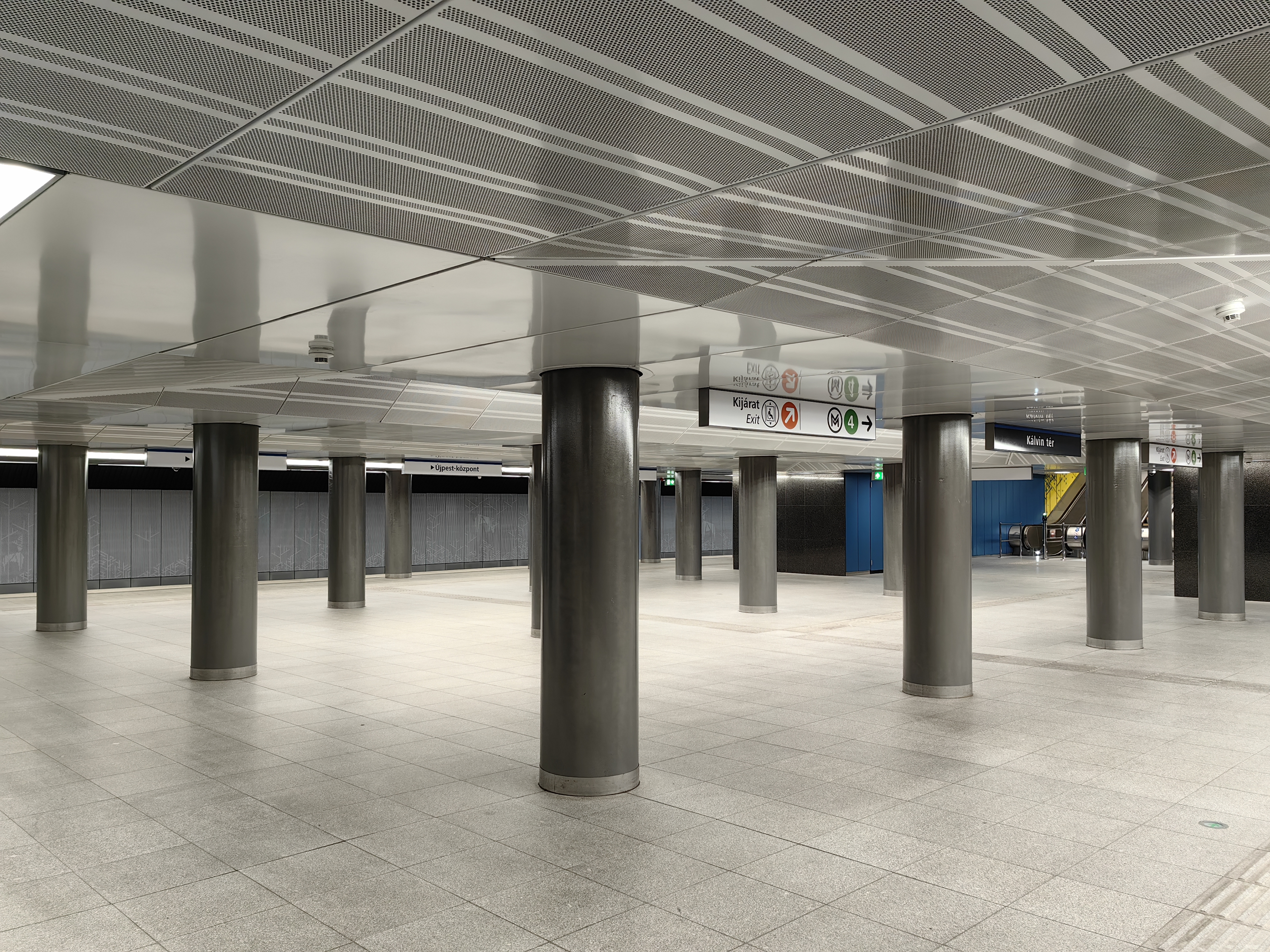
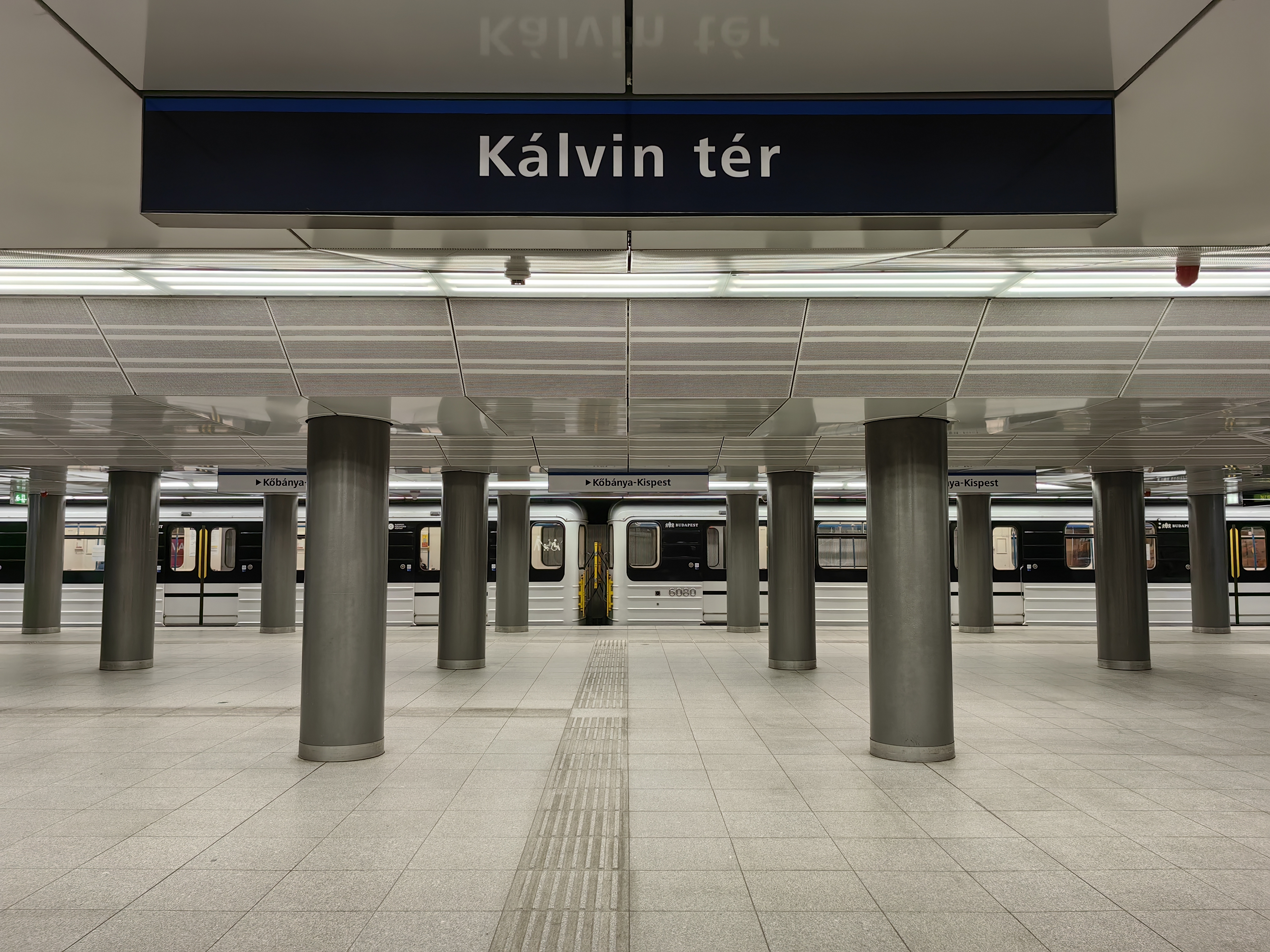
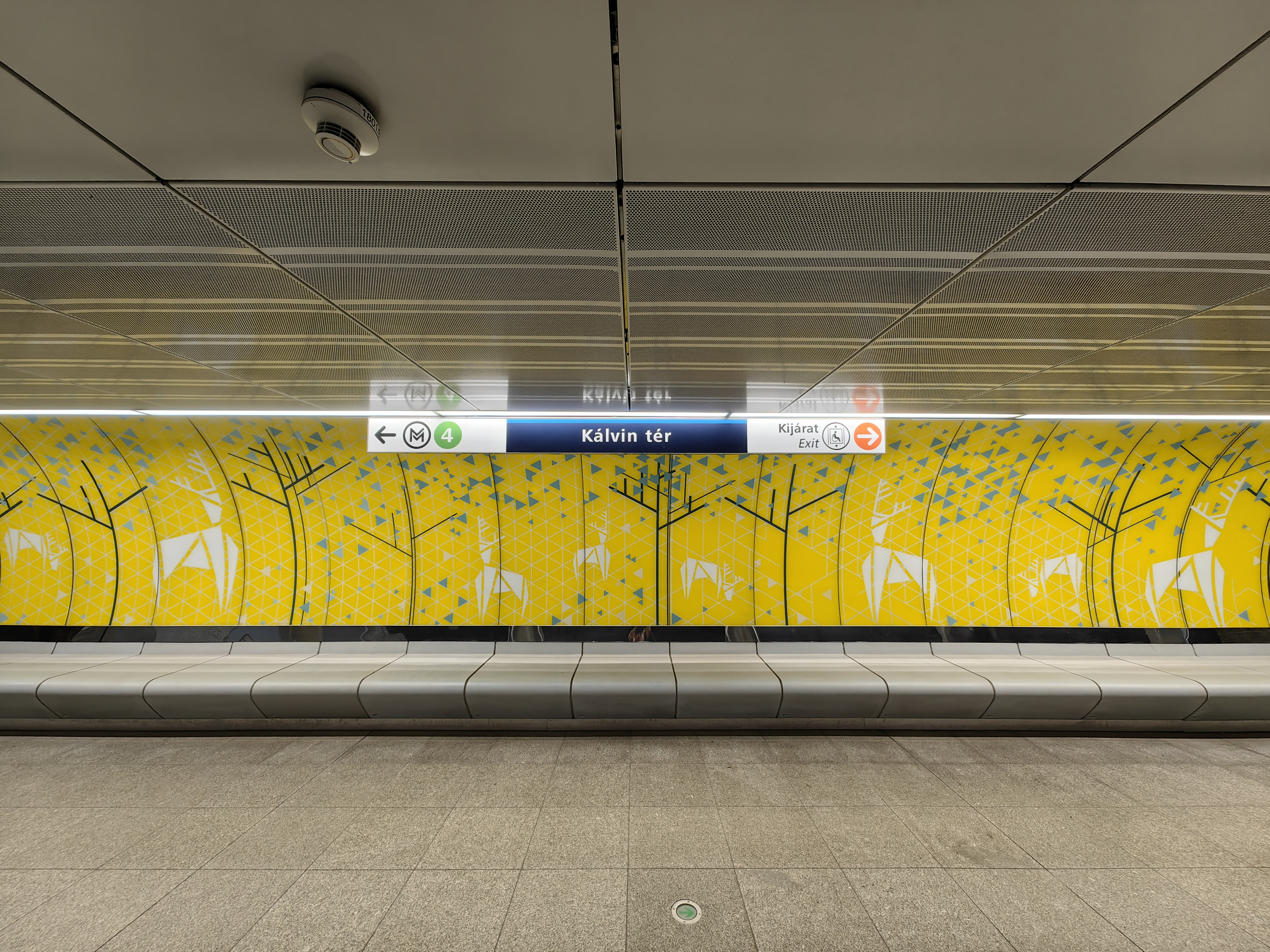
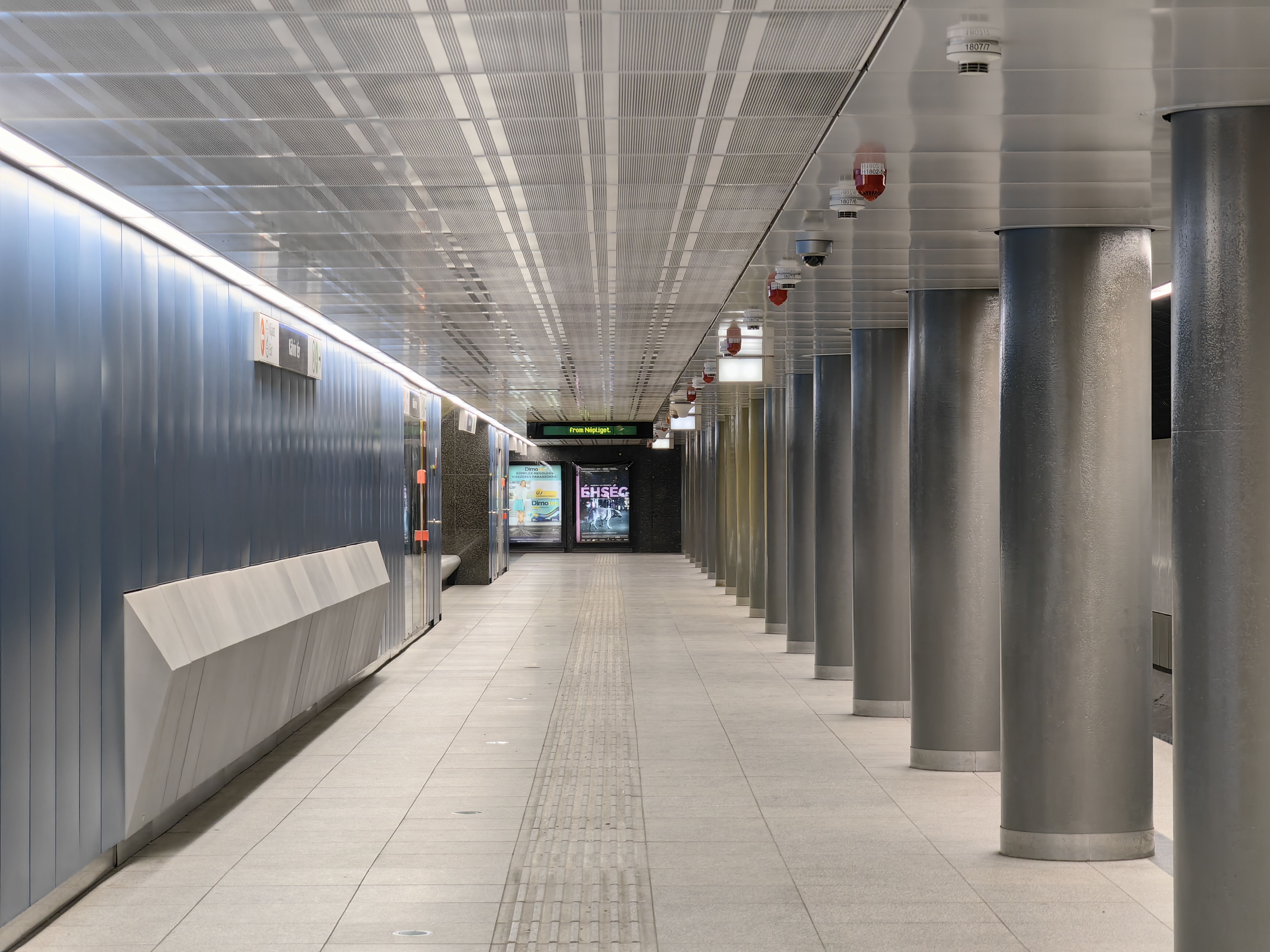
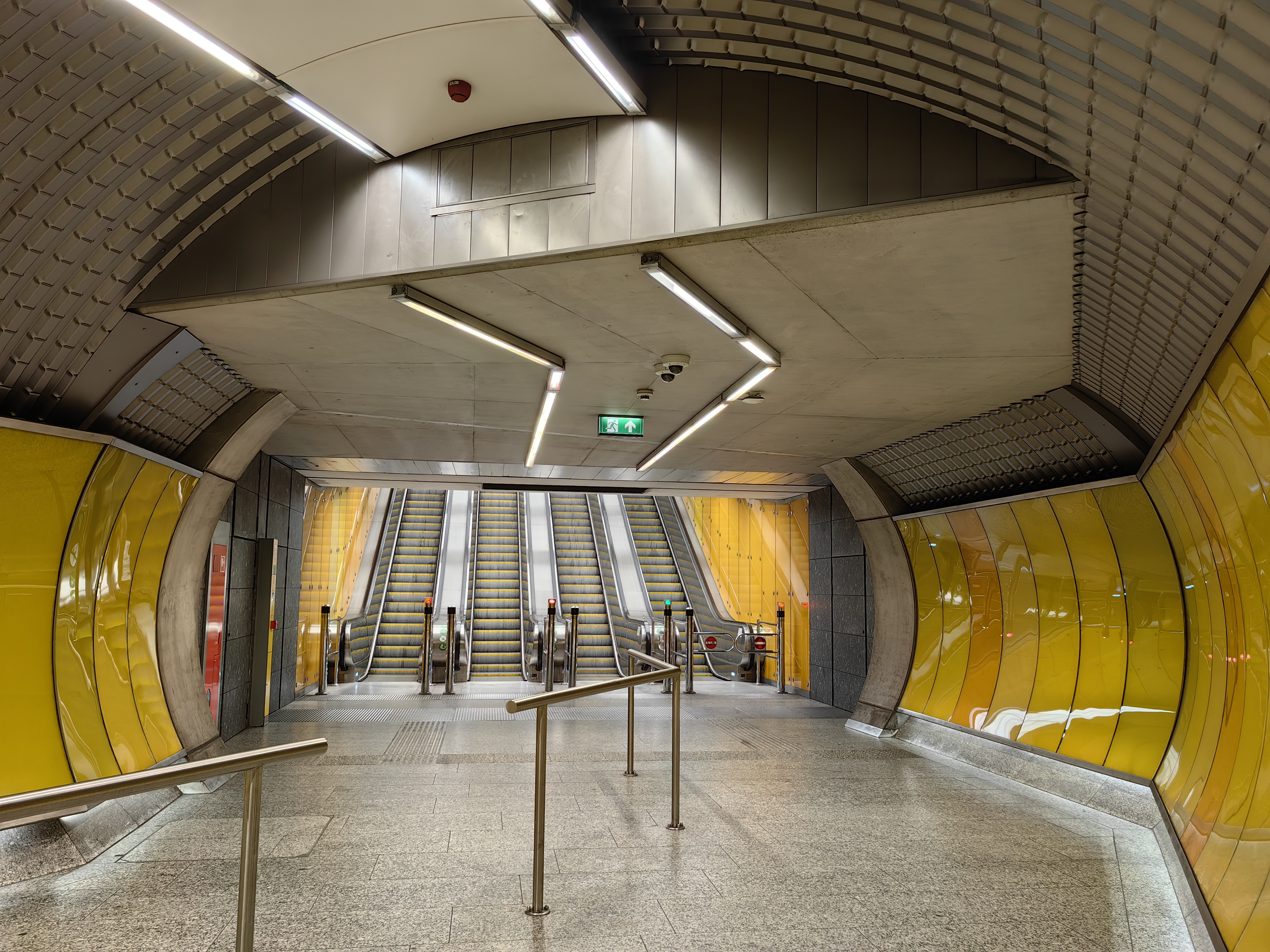
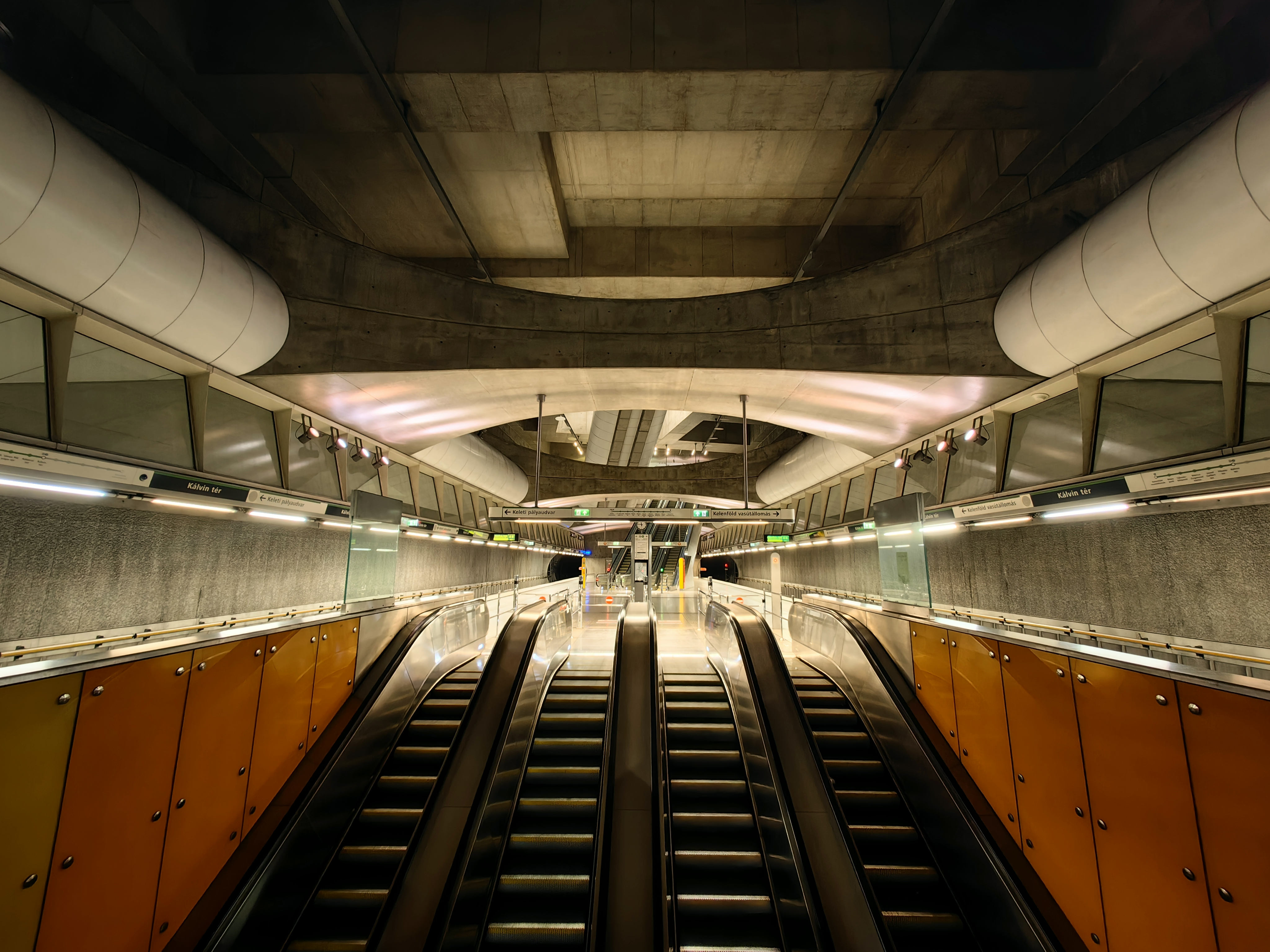
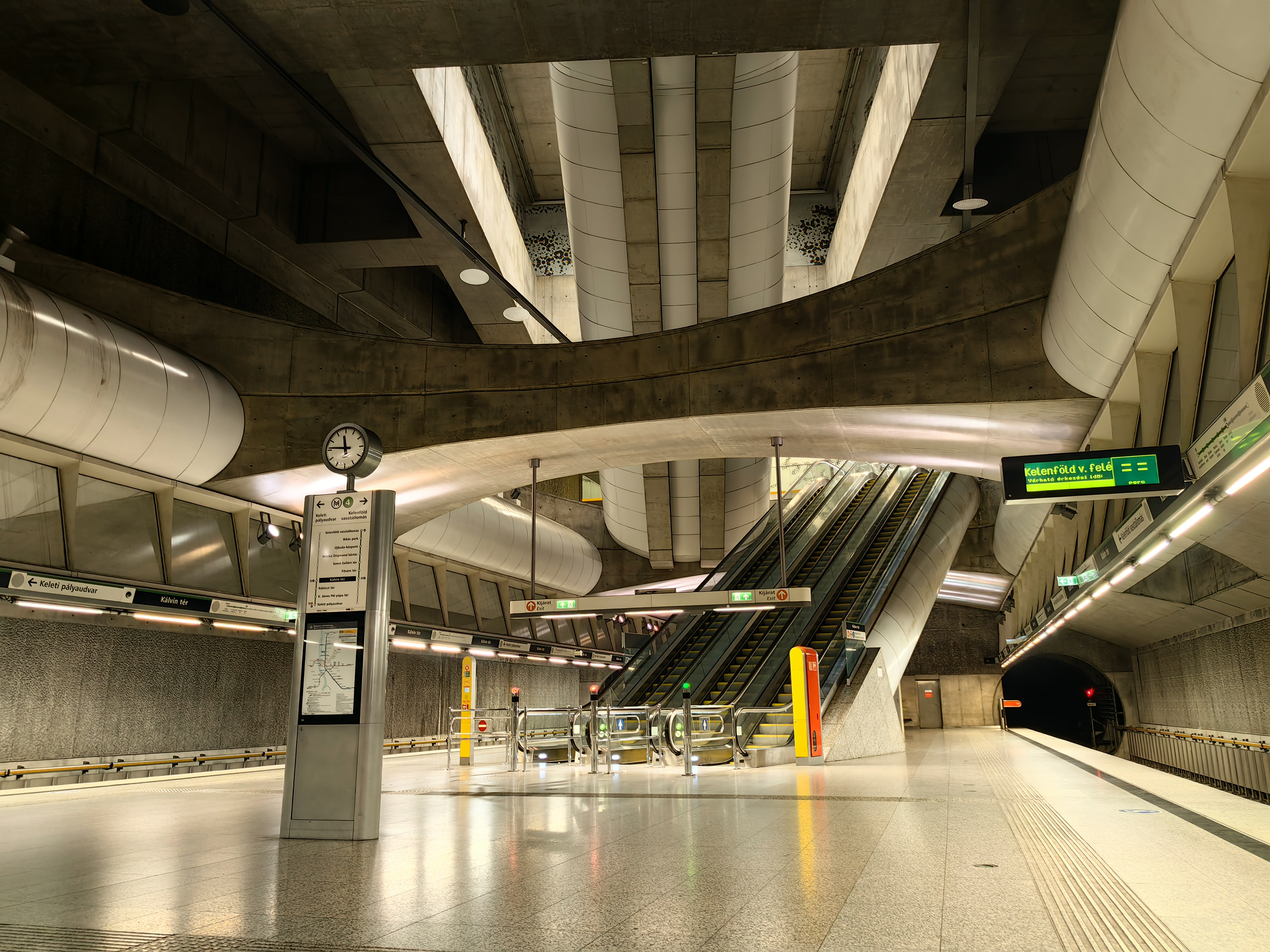
Az állomás mozgólépcsői
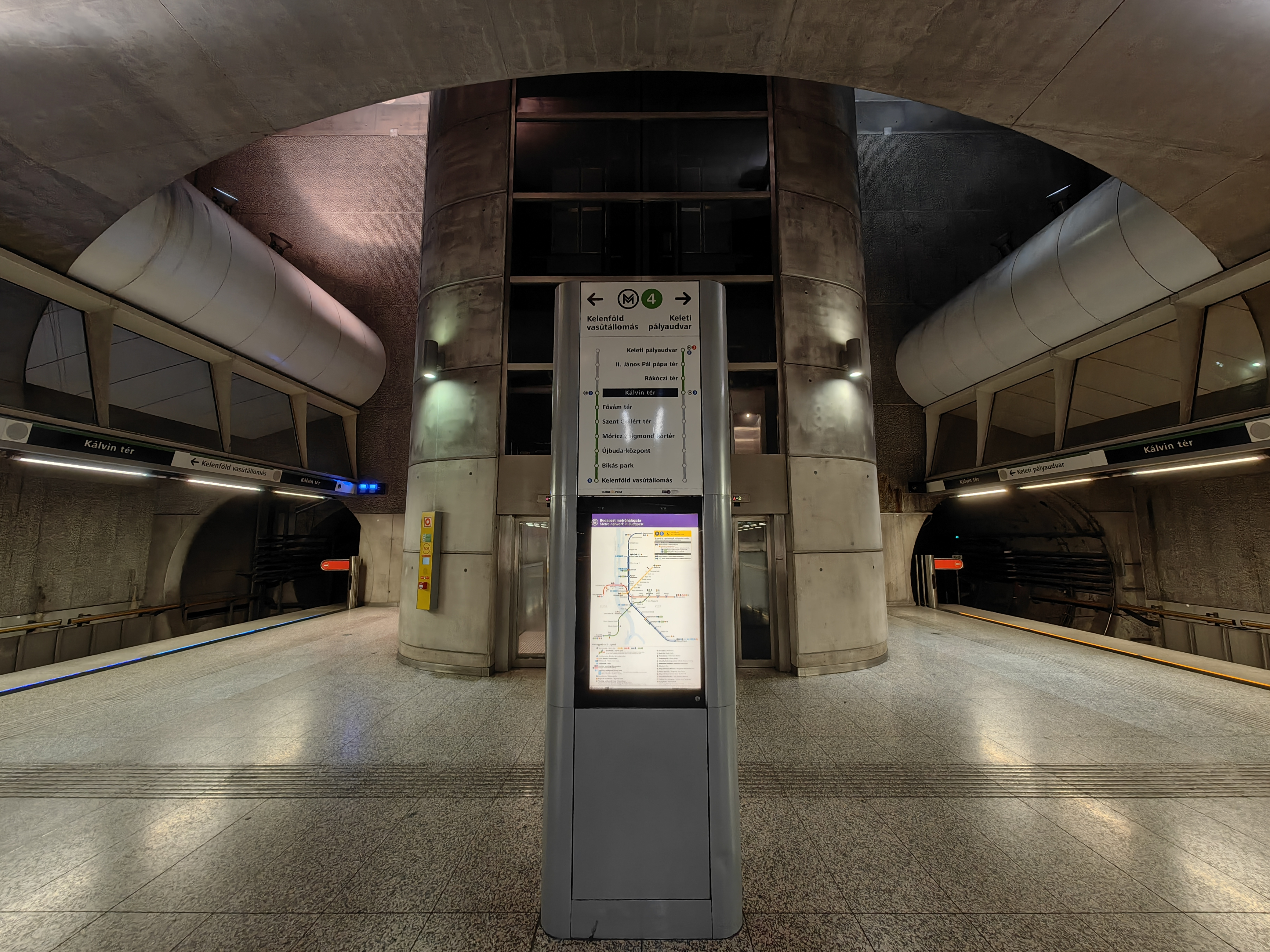
Az állomás liftjei
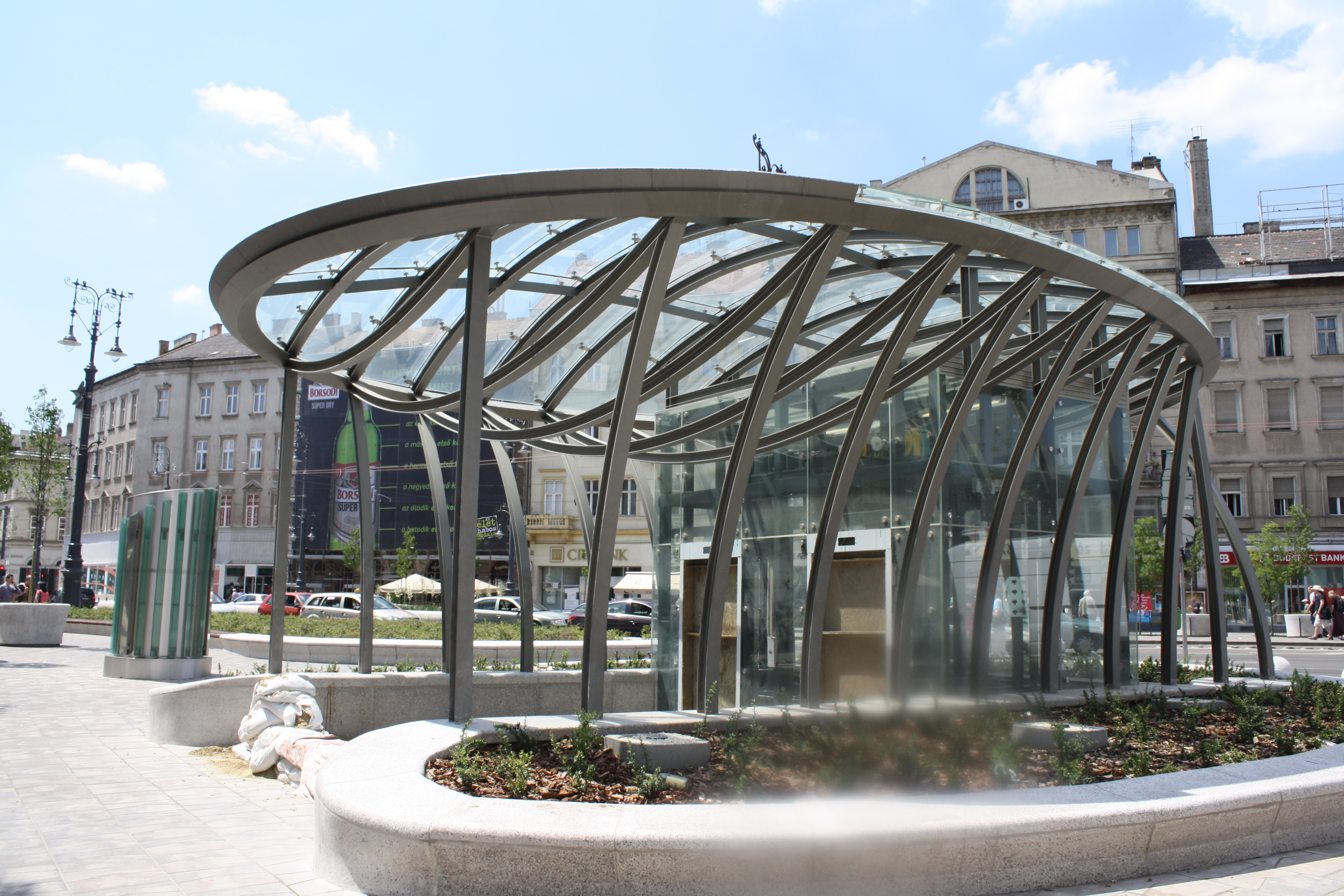
Az aluljáró bejárata
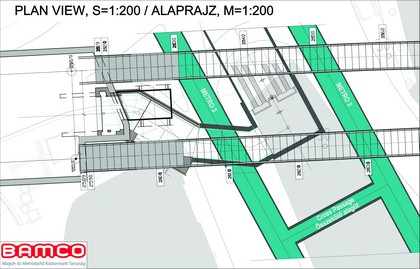
Az átszállóalagút terve

## Kapcsolódó szócikk
- Kálvin tér